# 马丁·罗德里格斯 (足球运动员)
克里斯蒂安·马丁·罗德里格斯（Cristian Martín Rodríguez，1985年2月15日—），是一名乌拉圭职业足球运动员，现在效力于中国足球甲级联赛球队河北中基。

## 俱乐部生涯
罗德里格斯在乌拉圭河床开始职业足球生涯，2008年加盟阿根廷足球甲级联赛球队班菲尔德，之后又被租借到班菲尔德。2009年夏季加盟蒙得维的亚利物浦。2011年7月，罗德里格斯转投中国足球甲级联赛球队北京理工大学。7月9日，他在中甲的首秀即取得进球，帮助北理工2比1击败天津松江。 2014年1月，罗德里格斯加盟中甲升班马河北中基。